# Sarona iki
Sarona iki är en insektsart som beskrevs av Asquith 1994. Sarona iki ingår i släktet Sarona och familjen ängsskinnbaggar. Inga underarter finns listade i Catalogue of Life.